# Cyperus paolii
Cyperus paolii är en halvgräsart som beskrevs av Emilio Chiovenda. Cyperus paolii ingår i släktet papyrusar, och familjen halvgräs. Inga underarter finns listade i Catalogue of Life.